# Ping An Insurance
Ping An (kinesisk: 中国平安; pinyin: Zhōngguó Píng Ān), fulde navn Ping An Insurance (Group) Company of China, Ltd. (SSE: 601318, HKEX: 2318) er en kinesisk forsikrings- og finanskoncern. Virksomheden er etableret i 1988 og har hovedsæde i Shenzhen. Omsætningen var i 2012 på 64,5 mia. US $ og den havde 190.000 ansatte.

## Koncernen
Ping An Insurance group er holdingselskab for Ping An Life Insurance Company of China, Ltd. og Ping An Property & Casualty Insurance Company of China, Ltd. Koncernen kontrollerer også China Ping An Insurance Overseas (Holdings) Limited og Ping An Trust & Investment Co., Ltd. Ping, som er en forsikrings- og finanskoncern i Hongkong, selskabet er desuden holdingselskab for datterselskaber uden for Kina.
Ping An Trust & Investment har datterselskaberne Ping An Securities og Ping An Bank.
Ping An begyndte som et ulykkesforsikringsselskab. Siden midten af 1990'erne er koncernen blevet diversificeret inden for finansielle services fra kerneområder indenfor forsikring til investeringer i udenlandske investeringsvirksomheder.
I juni 2009 blev Ping An en strategisk investor i Shenzhen Development Bank.
Ping An har operationer over alt i Kina, Hongkong og Macau og er repræsenteret i over 150 lande.
Koncernen blev børsnoteret på Hong Kong Stock Exchange i 2004 og sidenhen også på Shanghai Stock Exchange.

## Ejerforhold
Ping An regnes for en privatejet virksomhed. Richard McGregor, forfatter til The Party: The Secret World of China's Communist Rulers, siger at det reelle ejerforhold er uklart og med en tåget ejerstruktur.
Den største aktionær i Ping An var HSBC med en aktieandel på 16,8 % . I 2013 blev de tilbageværende knap 16 % dog solgt til thailandske Charoen Pokphand Group.